# Pot Black 1975
Der Pot Black 1975 war ein Snooker-Einladungsturnier im Rahmen der Saison 1974/75. Das Turnier wurde etwa im Januar 1975 in den Pebble Mill Studios im englischen Birmingham ausgetragen und später im Fernsehen gezeigt. Sieger wurde Graham Miles, der seinen Vorjahrestitel mit einem Finalsieg über Dennis Taylor verteidigen konnte. Angaben über das höchste Break und das Preisgeld sind unbekannt.

## Turnierverlauf
Wie bereits im Vorjahr wurden die acht Teilnehmer in zwei Vierer-Gruppen aufgeteilt und spielten in diesen ein einfaches Rundenturnier aus. Pro Gruppe zogen zwei Spieler ins Halbfinale ein, ab der das Turnier im K.-o.-System ausgetragen wurde. Erstmals gab es aber ein Spiel um Platz drei. Ansonsten wurden alle Partien von Sydney Lee geleitet und gingen über jeweils einen Frame.

### Gruppenphase

#### Gruppe 1
Warum Ray Reardon, der laut den bekannten Ergebnis eigentlich jedes Spiel verloren hat, weiterkam, ist unklar.
| Pos. | Spieler        | Partien | S | N | Frames |
| ---- | -------------- | ------- | - | - | ------ |
| 1    | Graham Miles   | 3       | 2 | 1 | 2:1    |
| 1    | John Spencer   | 3       | 2 | 1 | 2:1    |
| 1    | Eddie Charlton | 3       | 2 | 1 | 2:1    |
| 4    | Ray Reardon    | 3       | 0 | 3 | 0:3    |

| Spiel | Spieler 1      | Ergebnis | Spieler 2      |
| ----- | -------------- | -------- | -------------- |
| 1     | Eddie Charlton | 01:01    | John Spencer   |
| 2     | Eddie Charlton | 01:01    | Ray Reardon    |
| 3     | Graham Miles   | 01:01    | Ray Reardon    |
| 4     | Graham Miles   | 01:01    | Eddie Charlton |
| 5     | John Spencer   | 01:01    | Graham Miles   |
| 6     | John Spencer   | 01:01    | Ray Reardon    |

#### Gruppe 2
| Pos. | Spieler       | Partien | S | N | Frames |
| ---- | ------------- | ------- | - | - | ------ |
| 1    | Dennis Taylor | 3       | 3 | 0 | 3:0    |
| 2    | Fred Davis    | 3       | 1 | 2 | 1:2    |
| 2    | Rex Williams  | 3       | 1 | 2 | 1:2    |
| 2    | John Pulman   | 3       | 1 | 2 | 1:2    |

| Spiel | Spieler 1     | Ergebnis | Spieler 2    |
| ----- | ------------- | -------- | ------------ |
| 1     | Fred Davis    | 01:01    | John Pulman  |
| 2     | John Pulman   | 01:01    | Rex Williams |
| 3     | Dennis Taylor | 01:01    | Fred Davis   |
| 4     | Dennis Taylor | 01:01    | Rex Williams |
| 5     | Dennis Taylor | 01:01    | John Pulman  |
| 6     | Rex Williams  | 01:01    | Fred Davis   |

### Finalrunde
|  | Halbfinale 1 Frame       | Halbfinale 1 Frame |             |   | Finale 1 Frame | Finale 1 Frame |
|  |                          |                    |             |   |                |                |
|  | Graham Miles             | 1                  |             |   |                |                |
|  | Ray Reardon              | 0                  |             |   |                |                |
|  |                          |                    |             |   |                |                |
|  |                          |                    |             |   |                |                |
|  | Graham Miles             | 1                  |             |   |                |                |
|  |                          | Dennis Taylor      | 0           |   |                |                |
|  |                          |                    |             |   |                |                |
|  | Spiel um Platz 3 1 Frame |                    |             |   |                |                |
|  |                          |                    | Ray Reardon | 1 |                |                |
|  | Dennis Taylor            | 1                  | Fred Davis  | 0 |                |                |
|  | Fred Davis               | 0                  |             |   |                |                |

#### Finale
Diesmal schafften es mit Graham Miles und Dennis Taylor die beiden Gruppensieger ins Finale. Der Vorjahressieger Miles konnte mit einem Sieg über Taylor, der zum ersten Mal am Turnier teilnahm, seinen Titel verteidigen und wurde zudem nach John Spencer und Eddie Charlton der dritte Spieler mit zwei gewonnenen Ausgaben.
| Finale: Best of 1 Frames Schiedsrichter/in: Sydney Lee Pebble Mill Studios, Birmingham, England, Januar 1975 |                |               |
| Graham Miles                                                                                                 | 1:0            | Dennis Taylor |
| 81:27 |                |               |
| – | Höchstes Break | –             |
| – | Century-Breaks | –             |
| – | 50+-Breaks     | –             |